# Doña Mencía
Doña Mencía ist eine Gemeinde mit 4.478 Einwohnern (Stand: 2024) in der Provinz Córdoba in Andalusien. Sie liegt an den Ausläufern der Sierras Subbéticas.

## Geographie
Die Gemeinde grenzt an Baena, Cabra und Zuheros.

## Geschichte
Die Gemeinde Doña Mencía trennt sie sich von der Verwaltung von Baena 1653 und bekam ihr eigenes Rathaus. Die Ansiedlung ging auf eine Schenkung zurück, welche König Johann I. knapp 200 Jahre zuvor gemacht hatte.

## Sehenswürdigkeiten
- Castillo de Doña Mencía